# Sierville
Sierville är en kommun i departementet Seine-Maritime i regionen Normandie i norra Frankrike. Kommunen ligger i kantonen Clères som tillhör arrondissementet Rouen. År 2022 hade Sierville 1 105 invånare.

## Befolkningsutveckling
Antalet invånare i kommunen Sierville
| Referens: INSEE |